# Лукашівська сільська рада (Первомайський район)
Лукаші́вська сільська́ ра́да — орган місцевого самоврядування в Первомайському районі Миколаївської області. Адміністративний центр — село Лукашівка.

## Загальні відомості
- Населення ради: 846 осіб (станом на 2001 рік)

## Населені пункти
Сільській раді підпорядковані населені пункти:
- с. Лукашівка
- с-ще Єрмолаївка

## Склад ради
Рада складається з 12 депутатів та голови.
- Голова ради: Грижук Наталія Василівна
- Секретар ради: Перекос Тамара Іванівна

### Керівний склад попередніх скликань
| Прізвище, ім'я, по батькові | Основні відомості                                                                       | Дата обрання | Дата звільнення |
| --------------------------- | --------------------------------------------------------------------------------------- | ------------ | --------------- |
| Кравченко Тамара Сергіївна  | Сільський голова, 1956 року народження, Всеукраїнське об'єднання «Батьківщина»          | 26.03.2006   | 31.10.2010      |
| Грижук Наталія Василівна    | Сільський голова, 1960 року народження, освіта середня спеціальна, член Партії регіонів | 31.10.2010   |                 |

Примітка: таблиця складена за даними сайту Верховної Ради України

### Депутати
За результатами місцевих виборів 2010 року депутатами ради стали:

#### За суб'єктами висування
| Суб'єкт висування           | Кількість обраних депутатів | %    |
| --------------------------- | --------------------------- | ---- |
| Самовисування               | 9                           | 75   |
| Партія регіонів             | 2                           | 16,7 |
| Комуністична партія України | 1                           | 8,3  |

#### За округами
| № округу                    | Прізвище, ім'я, по батькові   | Дата визнання обраним | Освіта             | Партійна приналежність            | Відомості про обраного депутата                   |
| --------------------------- | ----------------------------- | --------------------- | ------------------ | --------------------------------- | ------------------------------------------------- |
| Комуністична партія України |                               |                       |                    |                                   |                                                   |
| 2                           | Лужной Сергій Федорович       | 01.11.2010            | середня            | член Комуністичної партії України | тимчасово не працює                               |
| Партія регіонів             |                               |                       |                    |                                   |                                                   |
| 3                           | Бондарюк Алла Богданівна      | 01.11.2010            | середня спеціальна | член Партії регіонів              | тимчасово не працює                               |
| 5                           | Кротік Ігор Леонідович        | 01.11.2010            | середня            | член Партії регіонів              | ПАФ «Схід», водій                                 |
| Самовисування               |                               |                       |                    |                                   |                                                   |
| 1                           | Мацнєва Людмила Анатоліївна   | 01.11.2010            | середня спеціальна | позапартійна                      | Будинок культури, зав. клубом                     |
| 4                           | Єрмакова Валентина Іванівна   | 01.11.2010            | середня спеціальна | позапартійна                      | Лукашівська сільська рада, соц.працівник          |
| 6                           | Услиста Олена Івнівна         | 01.11.2010            | середня спеціальна | член Партії регіонів              | ПАФ «Схід», зав. током                            |
| 7                           | Власова Люся Іванівна         | 01.11.2010            | середня            | позапартійна                      | Лукашівське поштове відділення зв'язку, листоноша |
| 8                           | Фуніка Сергій Михайлович      | 01.11.2010            | середня            | позапартійний                     | тимчасово не працює                               |
| 9                           | Перекос Тамара Іванівна       | 01.11.2010            | середня спеціальна | позапартійна                      | Лукашівська сільська рада, секретар               |
| 10                          | Дімітріу Валентина Георгіївна | 01.11.2010            | середня            | позапартійна                      | ПСП «Корпорація Україна», чабан                   |
| 11                          | Дуднік Ніна Григорівна        | 01.11.2010            | середня спеціальна | позапартійна                      | пенсіонер                                         |
| 12                          | Мудрак Галина Іванівна        | 01.11.2010            | середня спеціальна | позапартійна                      | Лукашівська сільська рада, землепорядник          |